# تاكاجي موري
تاكاجي موري (森 孝慈) ولد في 24 نوفمبر 1943 - توفى في 17 يوليو 2011 هو لاعب كرة قدم ياباني ومدير فني. موري لعب لفريق اليابان في دورة الألعاب الاولمبية الصيفية عام 1968.

## روابط خارجية
1. ↑  "Takaji Mori Biography and Statistics". Sports Reference. مؤرشف من الأصل في 2018-05-01. اطلع عليه بتاريخ 2009-10-27.

- تاكاجي موري على موقع الاتحاد الدولي (مؤرشف)  (الإنجليزية)
- تاكاجي موري على موقع قاعدة بيانات كرة القدم.إي يو (الإنجليزية)
- تاكاجي موري على موقع ناشيونال فوتبول تيمز (الإنجليزية)
- تاكاجي موري على موقع Soccerway.com (الإنجليزية)
- تاكاجي موري على موقع عالم كرة القدم.نت (الإنجليزية)
- تاكاجي موري على موقع أوليمبيديا (الإنجليزية)